# Судебный надзор
Судебный надзор — деятельность судебной власти по проверке законности действий и решений всех ветвей государственной власти. 
В рамках своих полномочий суды могут принимать решения об отмене актов законодательной и исполнительной власти, основываясь на действующей конституции и законодательстве. В зависимости от национального законодательства область действия судебного надзора в разных странах может заметно различаться.

## Область действия

### Законодательная власть
В рамках надзора за деятельностью законодательных органов суд может проверять национальное законодательство и нормативные акты местной власти на предмет отсутствия взаимных противоречий и соответствия конституции страны. При выявлении противоречий судебная власть, как правило имеет право объявить нормативный акт недействительным частично либо полностью. В некоторых странах, устанавливающих иерархию законодательных актов, обычные законы могут также проверяться на соответствие конституционным законам.
В ряде стран судебный надзор за законодательной властью могут осуществлять любые суды, обладающие необходимым статусом, при этом Верховный суд страны играет роль высшей надзорной инстанции. Такой порядок принят в США, Австралии.
В некоторых других странах функция судебного надзора за действующим законодательством выделяется в отдельный вид надзора — конституционный надзор. Как правило, в таких случаях функции конституционного надзора сосредотачиваются в отдельном уполномоченном органе — Конституционном суде. Такая форма надзора принята в Австрии, России, Украине.
Полномочия судов по надзору за законодательной властью могут очень сильно различаться от уровня судебной инстанции и от страны к стране.

## В разных странах

### США
Право суда на надзор за актами законодательной власти не закреплено явным образом в Конституции США, но основывается на ряде прецедентов.
В 1796 году, Верховный Суд принял к рассмотрению дело Hylton v. United States о конституционности одного из законов, принятых Конгрессом и вынес положительное решение, найдя закон соответствующим конституции, создав этим решением первый прецедент надзора.
В 1803 году, принимая решение по делу Marbury v. Madison, Верховный суд отменил фигурировавший в деле федеральный закон как неконституционный. Вынося решение, председатель Верховного суда Джон Маршалл обосновал полномочия Верховного суда на такое действие данной судьями согласно Шестой статье клятвой защищать Конституцию США. Решение по этому делу и комментарий Джона Маршалла считаются основополагающими в практике судебного надзора в США.
В настоящее время правом надзора за законодательством обладают федеральные суды и суды штатов, как первой инстанции, так и апелляционные. Верховный суд США выступает в таких делах судом последней инстанции. Основанием для отмены федеральных законов может быть только противоречие их Конституции и равным ей по силе законам, а законы штатов также могут быть отменены за противоречие федеральному законодательству.

### Россия
Судебный надзор за законодательными актами в России может осуществляться судами на всех этапах судебного процесса. Однако право отмены неконституционного законодательного акта относится к исключительной компетенции Конституционного суда. Прочие судебные инстанции могут, найдя тот или иной законодательный акт неконституционным, вынести решение на основании законов, имеющих превалирующую юридическую силу, но такое решение влияет только на исход рассматриваемого дела и не может отменить признанный неконституционным закон.
Пересмотр решений судебной власти в России с точки зрения их соответствия закону возможен в виде апелляции, кассации и судебного надзора. В терминологии, принятой в российском законодательстве, судебным надзором называется только пересмотр дела в Президиуме Верховного суда России, фактически играющим в этом случае роль суда третьей инстанции. Такой порядок предусматривает анализ решения на соответствие действующему законодательству и не включает рассмотрение дела по существу.
Помимо собственно судебного надзора в России существует также прокурорский надзор, который формально тоже может быть отнесён к судебному на основании Конституции РФ, объединяющей судебную власть и прокуратуру в главе 7. Однако надзорная деятельность прокуратуры заметно отличается от судебного надзора, так как закон «О прокуратуре Российской Федерации» прямо предписывает прокуратуре вмешательство в деятельность граждан, предприятий и учреждений с целью проконтролировать и предотвратить нарушения закона.